# رولينغ فورك
رولينغ فورك (مسيسيبي) (بالإنجليزية: Rolling Fork, Mississippi)‏ هي مدينة تقع في الولايات المتحدة في مقاطعة شاركي. يقدر عدد سكانها بـ 2,486 نسمة ومساحتها 3.6 كم2 وترتفع عن سطح البحر 31 متر.

## التركيبة السكانية
حدّد مكتب تعداد الولايات المتحدة بيانات التركيبة السكانية لرولينغ فورك في تعداد الولايات المتحدة. في ما يلي، التركيبة السكانية حسب تعدادي 2000 و2010.

### تعداد عام 2000
بلغ عدد سكان رولينغ فورك 2,486 نسمة بحسب تعداد عام 2000، وبلغ عدد الأسر 820 أسرة وعدد العائلات 621 عائلة مقيمة في المدينة. في حين سجلت الكثافة السكانية 679.2 نسمة لكل كيلومتر مربع (1,759.1/ميل2). وبلغ عدد الوحدات السكنية 875 وحدة بمتوسط كثافة قدره 239.1 لكل كيلومتر مربع (619.3/ميل2).
وتوزع التركيب العرقي للمدينة بنسبة 29.69% من البيض و69.19% من الأمريكيين الأفارقة و0.04% من الأمريكيين الأصليين و0.32% من الأمريكيين ذوي الأصول الآسيوية و0.76% من عرقين مختلطين أو أكثر و0.97% من الهسبانيون أو اللاتينيون من أي عرق.
بلغ عدد الأسر 820 أسرة كانت نسبة 47% منها لديها أطفال تحت سن الثامنة عشر تعيش معهم، وبلغت نسبة الأزواج القاطنين مع بعضهم البعض 37.9% من أصل المجموع الكلي للأسر، ونسبة 32.8% من الأسر كان لديها معيلات من الإناث دون وجود شريك،  بينما كانت نسبة 5% من الأسر لديها معيلون من الذكور دون وجود شريكة وكانت نسبة 24.3% من غير العائلات. تألفت نسبة 22.2% من أصل جميع الأسر من عدة أفراد يعيشون في نفس المنزل ونسبة 9.5% كانت تتألف من شخص يعيش بمفرده يبلغ من العمر 65 عاماً أو أكثر. وبلغ متوسط حجم الأسرة المعيشية 2.90، أما متوسط حجم العائلات فبلغ 3.40.
بلغ العمر الوسطي للسكان 31.9 عاماً. وكانت نسبة 30.7% من القاطنين تحت سن الثامنة عشر، وكانت نسبة 11.5% بين الثامنة عشر والرابعة والعشرين عاماً، ونسبة 23.1% كانت واقعةً في الفئة العمرية ما بين الخامسة والعشرين والرابعة والأربعين عاماً، ونسبة 19.7% كانت ما بين الخامسة والأربعين والرابعة والستين، ونسبة 10.7% كانت ضمن فئة الخامسة والستين عاماً فما فوق. يوجد لكل 100 أنثى 83.2 ذكر، ويوجد لكل 100 أنثى في الثامنة عشر من عمرها فما فوق 74.5 ذكر.
بلغ متوسط دخل الأسرة في المدينة 23,081 دولارًا، أما متوسط دخل العائلة فبلغ 24,911 دولارًا. وكان متوسط دخل الذكور 25,729 دولارًا مقابل 17,065 دولارًا للإناث. وسجل دخل الفرد الخاص بالمدينة 11,481 دولارًا. وكانت نسبة 30.6% من العائلات ونسبة 37.1% من السكان تحت خط الفقر، وكان من هؤلاء نسبة 50.5% تحت سن الثامنة عشر ونسبة 24.6% في الخامسة والستين من العمر وما فوق.

### تعداد عام 2010
بلغ عدد سكان رولينغ فورك 2,143 نسمة بحسب تعداد عام 2010، وبلغ عدد الأسر 793 أسرة وعدد العائلات 511 عائلة مقيمة في المدينة. في حين سجلت الكثافة السكانية 585.5 نسمة لكل كيلومتر مربع (1,516.4/ميل2). وبلغ عدد الوحدات السكنية 850 وحدة بمتوسط كثافة قدره 232.2 لكل كيلومتر مربع (601.4/ميل2).
وتوزع التركيب العرقي للمدينة بنسبة 25.57% من البيض و73.17% من الأمريكيين الأفارقة و0.05% من الأمريكيين الأصليين و0.33% من الأمريكيين ذوي الأصول الآسيوية و0.19% من الأعراق الأخرى و0.70% من عرقين مختلطين أو أكثر و0.65% من الهسبانيون أو اللاتينيون من أي عرق.
بلغ عدد الأسر 793 أسرة كانت نسبة 32.3% منها لديها أطفال تحت سن الثامنة عشر تعيش معهم، وبلغت نسبة الأزواج القاطنين مع بعضهم البعض 30.1% من أصل المجموع الكلي للأسر، ونسبة 30.6% من الأسر كان لديها معيلات من الإناث دون وجود شريك،  بينما كانت نسبة 3.7% من الأسر لديها معيلون من الذكور دون وجود شريكة وكانت نسبة 35.6% من غير العائلات. تألفت نسبة 32.4% من أصل جميع الأسر من عدة أفراد يعيشون في نفس المنزل ونسبة 13.9% كانت تتألف من شخص يعيش بمفرده يبلغ من العمر 65 عاماً أو أكثر. وبلغ متوسط حجم الأسرة المعيشية 2.57، أما متوسط حجم العائلات فبلغ 3.27.
بلغ العمر الوسطي للسكان 40.2 عاماً. وكانت نسبة 24.1% من القاطنين تحت سن الثامنة عشر، وكانت نسبة 9.4% بين الثامنة عشر والرابعة والعشرين عاماً، ونسبة 21.5% كانت واقعةً في الفئة العمرية ما بين الخامسة والعشرين والرابعة والأربعين عاماً، ونسبة 29.2% كانت ما بين الخامسة والأربعين والرابعة والستين، ونسبة 15.8% كانت ضمن فئة الخامسة والستين عاماً فما فوق. وتوزع التركيب الجنسي للسكان بنسبة 45.6% ذكور و54.4% إناث.

## أعلام
- فيلدينغ إل. رايت
- مارتن جون سبالدينغ
- لاري سميث
- بوبي إثيريدغ
- فيلي ماي فورد سميث
- جوني داير